# Кеммі Макгрегор
Кеммі Макгрегор (англ. Cammy MacGregor, нар. 11 жовтня 1968) — колишня американська тенісистка. 
Здобула три парні титули туру WTA.
Найвищу одиночну позицію світового рейтингу — 75 місце досягла 13 жовтня 1986, парну — 38 місце — 26 жовтня 1992 року.
Завершила кар'єру 1995 року.
У парному розряді часто виступала зі старшою сестрою Синтією Макгрегор.

## Фінали Туру WTA

### Одиночний розряд (1 поразка)
| Легенда           |   |
| Grand Slam        | 0 |
| WTA Championships | 0 |
| Tier I            | 0 |
| Tier II           | 0 |
| Tier III          | 0 |
| Tier IV & V       | 0 |

| Результат | Ранг | Дата           | Турнір | Покриття | Опонент    | Рахунок       |
| --------- | ---- | -------------- | ------ | -------- | ---------- | ------------- |
| Поразка   | 1.   | 30 квітня 1989 | Taipei | Тверде   | Енн Мінтер | 1–6, 4–6, 2–6 |

### Парний розряд 10 (3 титули – 7 поразок)
| Легенда           |   |
| Grand Slam        | 0 |
| WTA Championships | 0 |
| Tier I            | 0 |
| Tier II           | 0 |
| Tier III          | 0 |
| Tier IV & V       | 2 |

| Титули за покриттям |   |
| Тверде              | 2 |
| Ґрунт               | 0 |
| Трава               | 0 |
| Килим               | 1 |

| Результат | Ранг | Дата             | Турнір                        | Покриття | Партнер          | Опоненти                       | Рахунок             |
| --------- | ---- | ---------------- | ----------------------------- | -------- | ---------------- | ------------------------------ | ------------------- |
| Поразка   | 1.   | 20 липня 1986    | Newport, Rhode Island, U.S.   | Трава    | Гретхен Раш      | Террі Голледей Гезер Ладлофф   | 1–6, 7–6, 3–6       |
| Перемога  | 2.   | 26 квітня 1987   | Taipei                        | Килим    | Синтія Макгрегор | Сенді Коллінз Шерон Волш       | 7–6(10–8), 5–7, 6–4 |
| Поразка   | 3.   | 18 жовтня 1987   | San Juan, Puerto Rico         | Тверде   | Синтія Макгрегор | Ліз Грегорі Ронні Рейс         | 5–7, 5–7            |
| Поразка   | 4.   | 31 січня 1988    | ASB Classic, Нова Зеландія    | Тверде   | Синтія Макгрегор | Патті Фендік Джилл Гетерінгтон | 2–6, 1–6            |
| Поразка   | 5.   | 3 квітня 1988    | Eckerd Open, Florida, U.S.    | Ґрунт    | Синтія Макгрегор | Террі Фелпс Раффаелла Реджі    | 2–6, 4–6            |
| Поразка   | 6.   | 24 липня 1988    | Скенектаді, New York, U.S.    | Тверде   | Лі Антонопліс    | Енн Генрікссон Джулі Річардсон | 3–6, 6–3, 5–7       |
| Перемога  | 7.   | 3 листопада 1991 | Scottsdale, Arizona, U.S.     | Тверде   | Пінат Луї Гарпер | Сенді Коллінз Елна Рейнах      | 7–5, 3–6, 6–3       |
| Поразка   | 8.   | 4 жовтня 1992    | Taipei, Тайвань               | Тверде   | Аманда Кетцер    | Джо-Анн Фолл Джулі Річардсон   | 6–3, 3–6, 2–6       |
| Поразка   | 9.   | 16 січня. 1993   | Melbourne, Австралія          | Тверде   | Шон Стаффорд     | Ніколь Брадтке Наталі Тозья    | 6–1, 3–6, 3–6       |
| Перемога  | 10.  | 18 квітня 1993   | Pattaya Women's Open, Таїланд | Тверде   | Катрін Сюїр      | Патті Фендік Мередіт Макґрат   | 6–3, 7–6            |